# Cypraeoidea
Cypraeoidea zijn een superfamilie van weekdieren uit de klasse van de Gastropoda (slakken). Soorten uit deze superfamilie
worden wel porseleinslakken genoemd. 

## Families
- Cypraeidae Rafinesque, 1815
- Eratoidae Gill, 1871
- Ovulidae J. Fleming, 1822
- Triviidae Troschel, 1863

- Velutinidae Gray, 1840

### Synoniemen
- Amphiperatidae Gray, 1853 => Ovulidae J. Fleming, 1822
- Eocypraeidae Schilder, 1924 => Eocypraeinae Schilder, 1924, valt onder Ovulidae
- Lamellariidae d'Orbigny, 1841 => Lamellariinae d'Orbigny, 1841, valt onder Velutinidae
- Pediculariidae Gray, 1853 => Pediculariinae Gray, 1853, valt onder Ovulidae

## Galerij

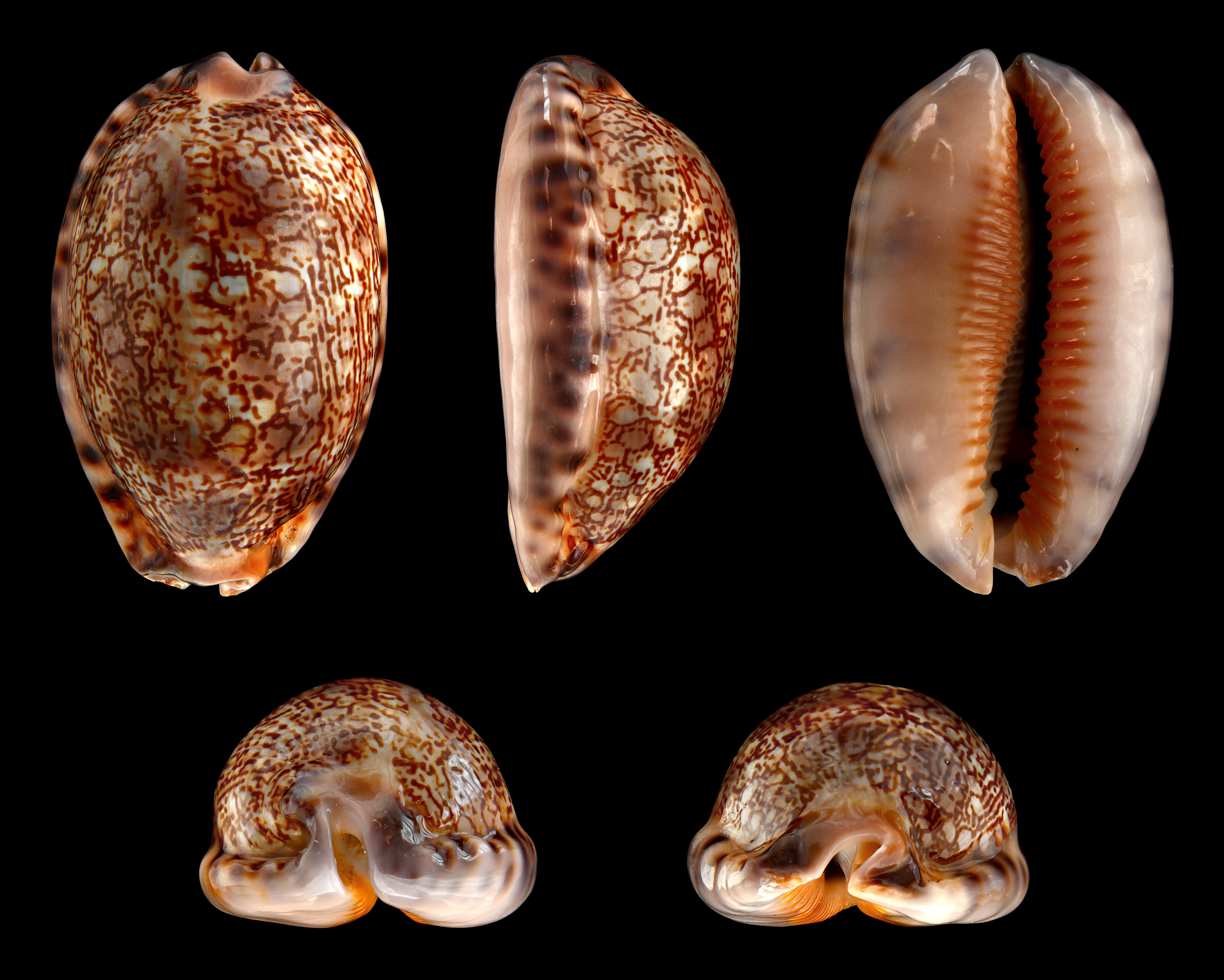
Mauritia arabica (Cypraeidae)
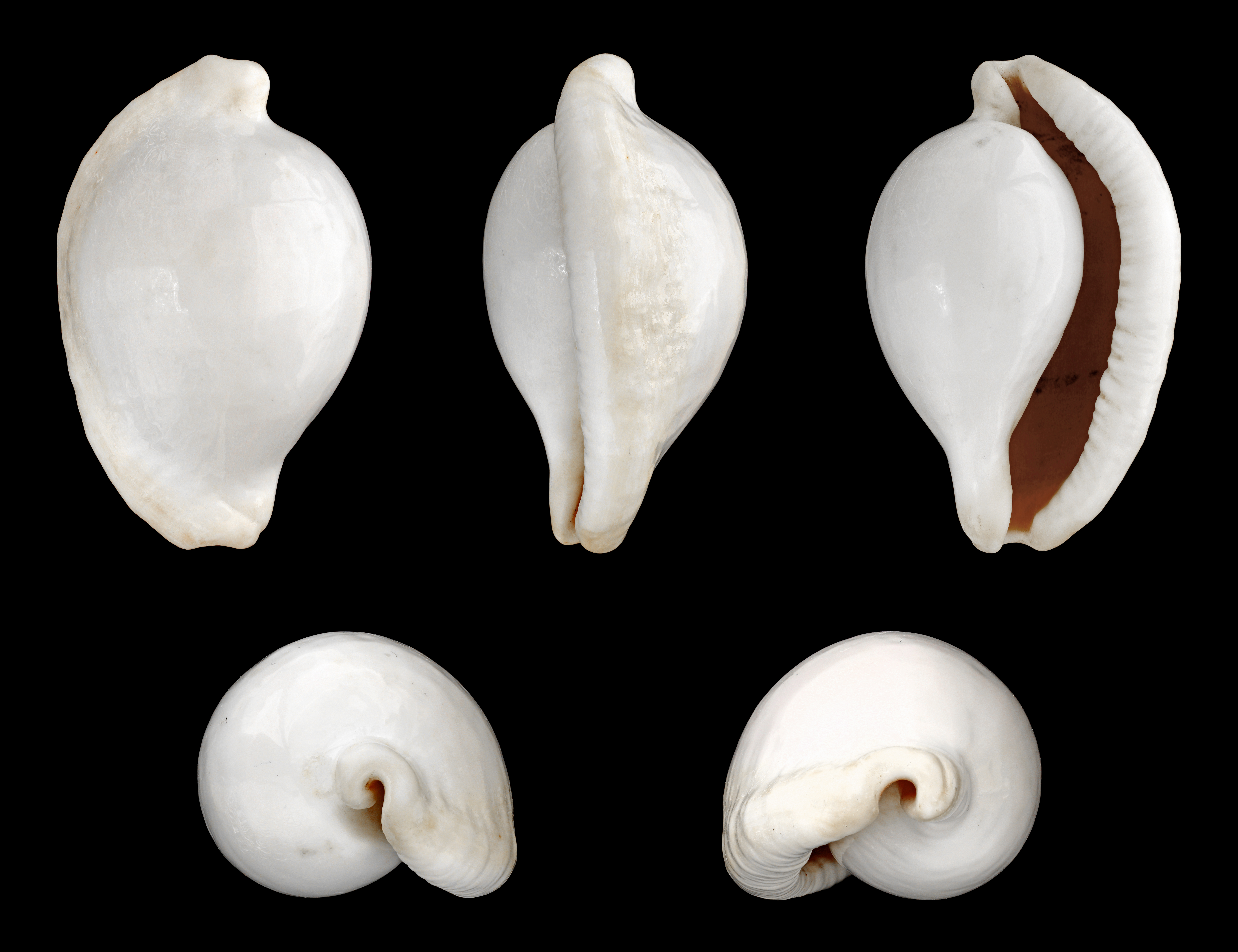
Ovula ovum (Ovulidae)
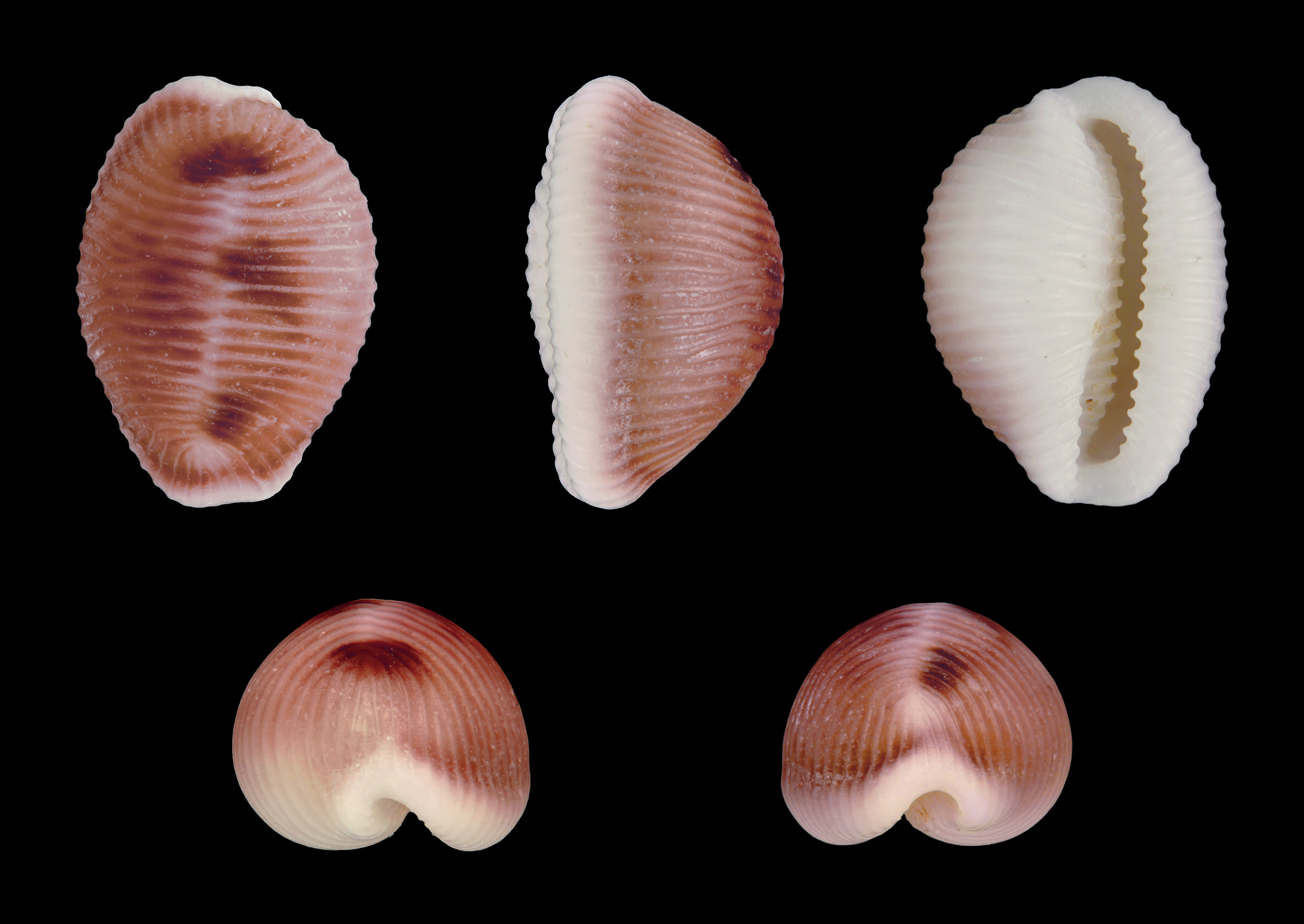
Trivia monacha( Triviidae)
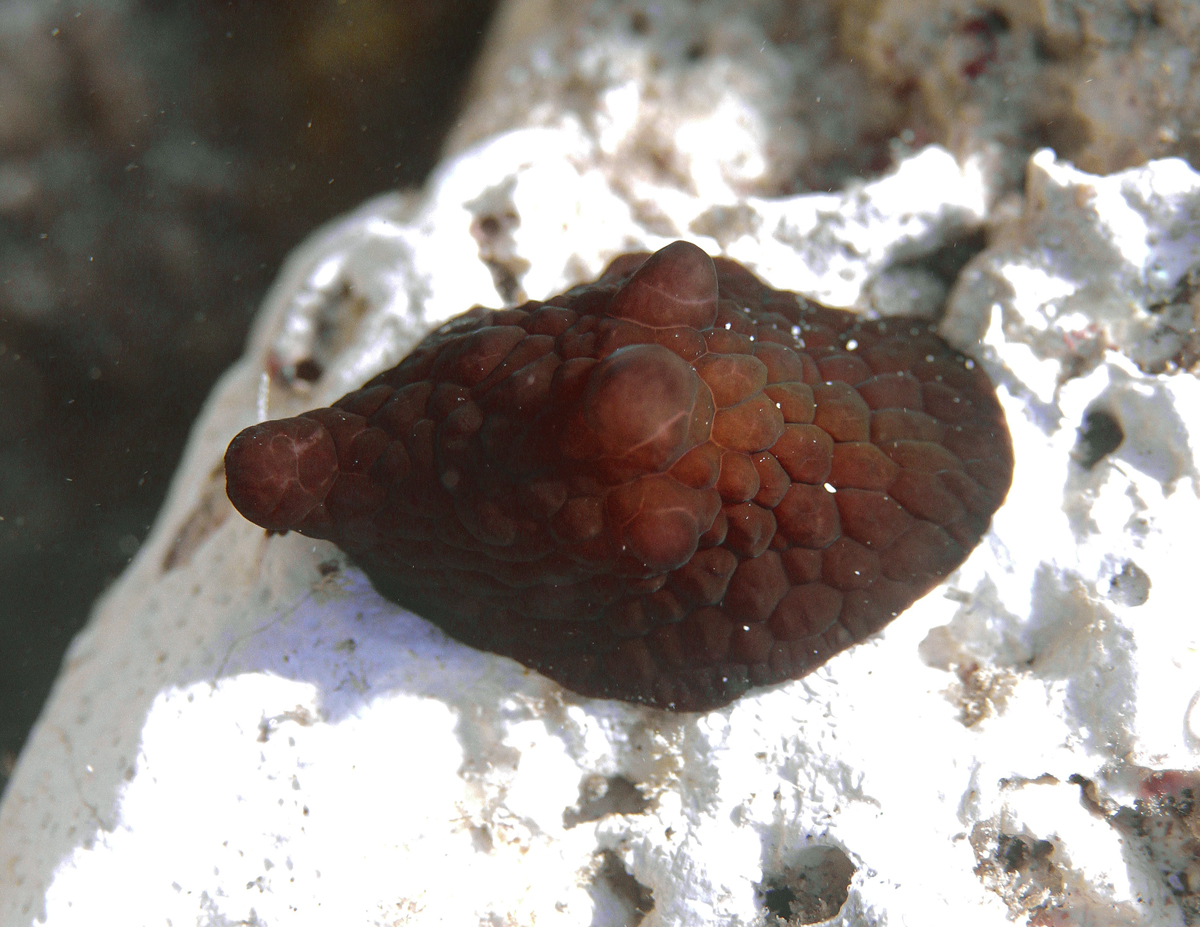
Coriocella nigra (Velutinidae)
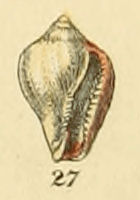
Erato voluta (Eratoidae)